# Horiguchi Daigaku

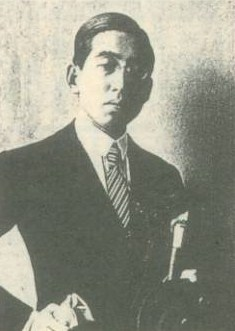
Horiguchi Daigaku

Horiguchi Daigaku (japanisch 堀口 大学; * 8. Januar 1892 in Tokio; † 15. März 1981) war ein japanischer Lyriker und Übersetzer.

## Leben und Wirken
Horiguchi Daigaku begann seine Laufbahn als Autor von Tanka-Versen und trat 1909 der Shinshisha (Neue Poetische Gesellschaft) bei. Seit 1910 studierte er Literatur an der Keiō-Universität und veröffentlichte Gedichte im Universitätsjournal Mita Bungaku und in Subaru, der Zeitschrift der Shinshisha.
1911 ging er mit seinem Vater, einem Diplomaten, nach Mexiko und lebte in den folgenden vierzehn Jahren dort, in Belgien, Spanien und Brasilien. Er lernte in der Zeit Französisch und interessierte sich insbesondere für die Werke der Symbolisten. 1919 veröffentlichte er zwei Gedichtbände: Gekkō to Pierrot (月光とピエロ, „Mondlicht und Pierrot“) und Pan no Fue (パンの笛, „Panflöte“).
Nach seiner Rückkehr nach Japan veröffentlichte er 1925 eine Sammlung von Gedichtübersetzungen unter dem Titel Gekka no ichigun (月下の一群) und gründete die Lyrikmagazine Pantheon und Orpheon. Später war er auch als Übersetzer französischer Lyrik sehr geschätzt, so der Gedichte von Paul Verlaine, Guillaume Apollinaire, Jean Cocteau und von Paul Morands Ouvert la nuit.
1970 wurde Horiguchi zur Person mit besonderen kulturellen Verdiensten ernannt, 1979 erhielt er den Kulturorden.